# Tau Pegasi
Tau Pegasi / τ Peg dans la désignation de Bayer est une étoile de magnitude 4,58 dans la constellation de Pégase. Son nom, approuvé par l’Union astronomique internationale (UAI), est Salm.

## Nomenclature et histoire

### Du ciel des Arabes aux catalogues internationaux

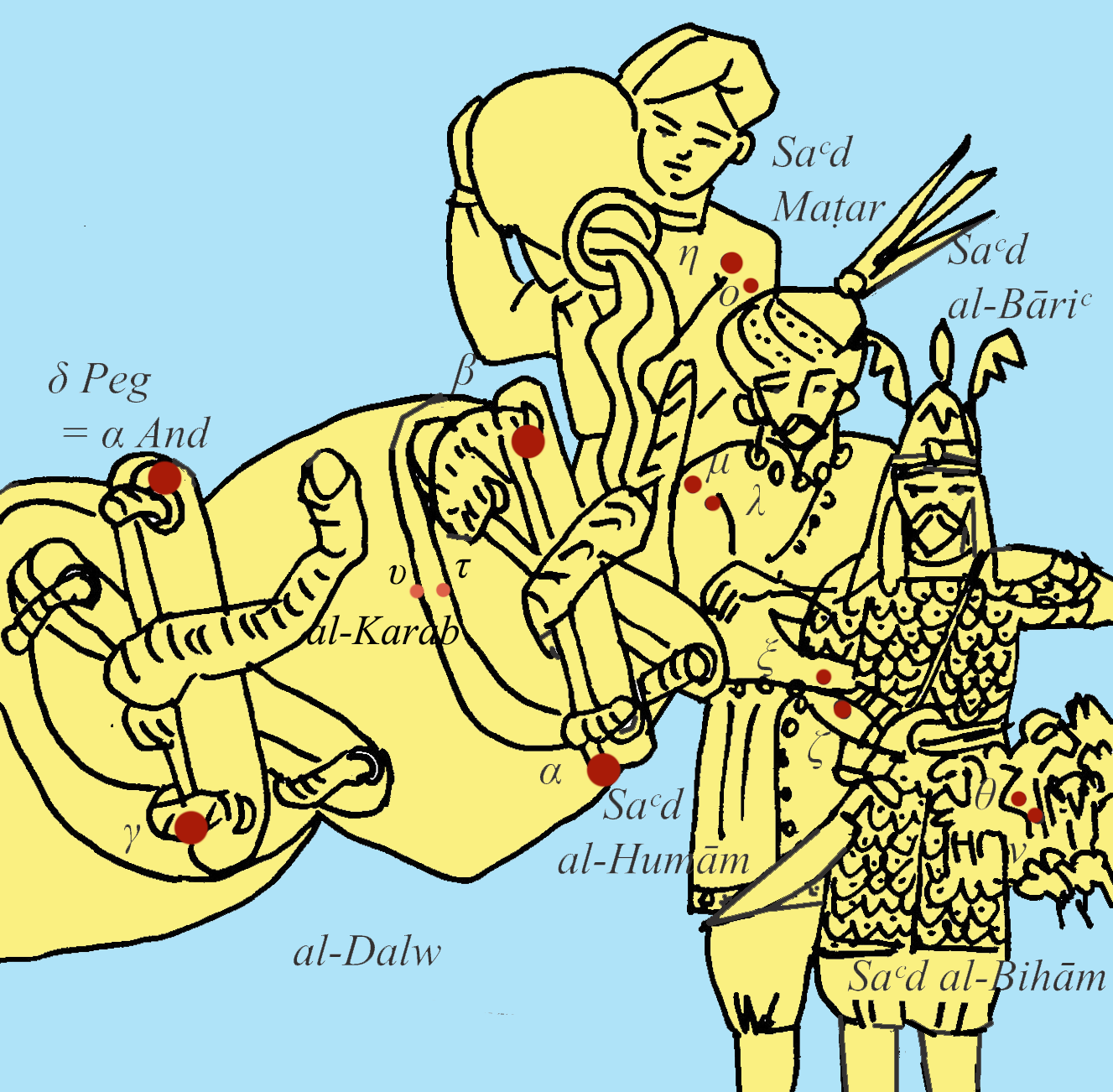
Les étoiles الكرب al-Karab, « la Corde du Puits », appartenant à la figure de الدلو al-Dalw, « le Dalou (le Seau de cuir du Puits) », dans le ciel arabe traditionnel.

Salm, aujourd’hui retenu par l’UAI, est dérivé de Salma, que note Johann Bayer dans son Uranometria (1603). On pourrait imaginer qu’il s’agit de l’arabe al-Salm, « le Seau de cuir », nom qui conviendrait pourtant à cet endroit dans le ciel arabe traditionnel dont où bien des objets sont liés au puits, mais ce serait pure reconstruction. Le terme étant repris par Richard Allen (1899), nous le trouvons raccourci en Salm chez avec Harley Barlow Rumrillet chez Jack W. Rhoads, ce qu’a repris l’UAI.
Autres noms :
Markab n’a pas la même origine que Markab, nom donné à α Peg, qui vient lui de l’arabe الفرس  منكب Mankib al-Faras, « l’Épaule du Cheval ». Il s’agit en fait ici de l’arabe الكرب al-Karab donné au couple τυ Peg dans le ciel arabe traditionnel dans une scène qui se passe autour d'un puits,. Il apparaît sous cette forme pour τ Peg chez Hugo Grotius qui le fait dériver par erreur de l’arabe المركب al-Markab, « la Selle » dans le cadre de la figure du Pégase gréco-arabe Hugo Grotius (1600). Repris par Johann Bayer (1603), il est encore noté par Richard Allen (1899), et court toujours sur la toile.
El Kerb est, comme le nom précédent, l’arabe الكرب al-Karab donné au couple τυ Peg dans le ciel arabe traditionnel (voir « Markab », ci-dessus). Figurant chez al-Tizīnī (1533) pour τυ Peg, il est transcrit ‘AlKerb vel AlKereb’, dans sa traduction du زيجِ سلطانی Zīğ-i Sulṭānī ou « Tables sultaniennes » d’Uluġ Bēg, par Thomas Hyde (1665), et.
Puis, par l’intermédiaire du philologue Friedrich Wilhelm Lach (1796) qui retranscrit ’el-kerb’, nous lisons le nom El Kerb, toujours pour le couple τυ Peg dans l’Uranographia de Johann Elert Bode (1801), nom donné cette fois comme Al Karab par Richard Allen (1899) qui le spécialise à τ Peg. C’est sous ces deux formes avec de multiples variantes que le nom τ Peg figure dans les catalogues.
Sad al Naamah est aussi un nom porté par τ Peg. C'est, au départ, l’arabe نيّر سعد النعام Nayyir Saᶜd al-Naᶜām, « la Propice de la Poutrelle [du Puits] », dans le cadre du ciel arabe traditionnel, nom qu’al-Tīzīnī (1533) affecte à ζ Peg,. Dans la traduction du زيجِ سلطانی Zīğ-i Sulṭānī ou « Tables sultaniennes » d’Uluġ Bēg, par Thomas Hyde (1665), le nom est transcrit ‘Lucida τῦ Sa’d AlNaâm’.
Nous apprenons d'un autre côté par ᶜAbd al-Raḥmān al-Ṣūfī que le couple formé par la 5e et la 6e étoile se nomme النعام al-Naᶜām,. Or, en se référant à  al-Ṣūfī, Richard Allen (1899) note ‘Sa’d AlNaâm’ en l’affectant par erreur au couple formé par la 15e et la 16e étoile ce qui donne τυ Peg au lieu de σζ Peg. C’est ainsi que le nom Sad al Naamah se retrouve τ Peg dans les catalogues, notamment chez Christian Nitschelm (1989),

### En Chine
τ Peg est '离宫五, soit « la 5e étoile » de l'astérisme 离宫(pinyin : Lígōng), « Partir (?) du Palais ».